# Központi stadion (Pavlodar)
A Központi stadion (oroszul: Центральный, azaz Centralnij) különböző sportesemények megrendezésére alkalmas létesítmény Pavlodarban, Kazahsztánban. 1947-ben épült, a Szovjetunió idején, illetve az első, 2001-es felújításig Traktor Stadionnak hívták. Jelenleg a Jertisz Pavlodar labdarúgócsapata játssza itt hazai mérkőzéseit.
A pálya felülete fű, 15 000 néző befogadására alkalmas, a játéktér futópályával kerített. A stadion megvilágítással és digitális eredményjelzővel rendelkezik. A játéktér két oldalvonalának mentén, illetve az eredményjelzővel szemközti kapu mögött műanyag ülőhelyekkel ellátott lelátók helyezkednek el. Saját megvilágítással és külön VIP-, és sajtószektorral rendelkezik.

## Külső hivatkozások
- A stadion adatlapja a Jertisz hivatalos oldalán (oroszul)